# 辰巳商会
株式会社辰巳商会（たつみしょうかい）は、大阪府大阪市港区に本社を置く、海運業、港湾運送業、倉庫業などを行う企業である。

## 主な業務
- 海運業
- 陸運業
- ケミカル・ターミナル
- 港湾運送業
- 倉庫業
- 航空・複合輸送業
- プラント輸送業

## 沿革
- 1920年（大正9年）9月 - 四宮忠蔵が辰巳商会を創業[1]
- 1941年（昭和16年）6月 - 株式会社に改組
- 1985年（昭和60年）9月 - 本社ビル（辰巳商会ビル）が竣工

## グループ会社
- 深田サルベージ建設
- 大阪港振興